# Cercosporella cana
Cercosporella cana är en svampart som beskrevs av Sacc. 1881. Cercosporella cana ingår i släktet Cercosporella och familjen Mycosphaerellaceae.   Inga underarter finns listade i Catalogue of Life.